# 549151 Serra-Ricart
549151 Serra-Ricart este o planetă minoră (asteroid) din centura de asteroizi. A fost descoperită pe 24 februarie 2011 la  de . 
Obiectul prezintă o orbită caracterizată de o semiaxă mare de 2,2235443506421 UAi, o excentricitate de 0,17529885732093, o înclinație de 4,4735134478184 ° în raport cu ecliptica.